# Huntleigh
Huntleigh – miasto w Stanach Zjednoczonych, w stanie Missouri, w hrabstwie St. Louis.